# Dischistocalyx minimus
Dischistocalyx minimus är en akantusväxtart som beskrevs av Champl. och Senterre. Dischistocalyx minimus ingår i släktet Dischistocalyx och familjen akantusväxter. Inga underarter finns listade i Catalogue of Life.